# Dolcetto di Dogliani

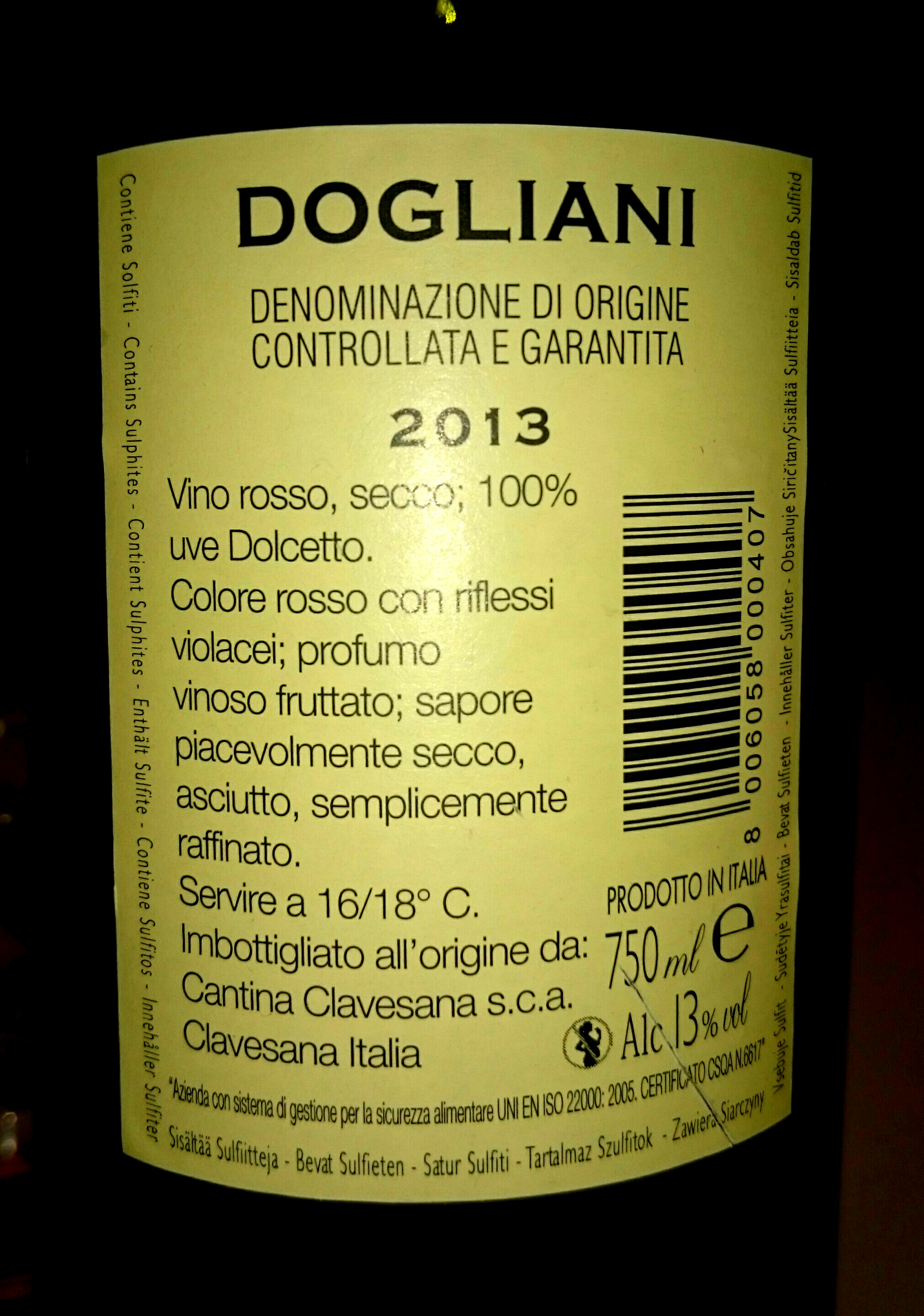
Etikett Dogliani

Dolcetto di Dogliani oder einfach Dogliani ist ein italienischer Rotwein aus der Provinz Cuneo, Piemont. Nachdem das Gebiet um Dogliani am 21. Juni 1974 den Status einer Denominazione di origine controllata (kurz DOC) erhielt, wurden die langjährigen Qualitätsbemühungen am 6. Juli 2005 mit dem Erhalt des DOCG Status für den Dogliani und den Dogliani Superiore anerkannt. Die Appellation wurde zuletzt am 17. April 2015 aktualisiert.

## Anbaugebiet
Anbau und Erzeugung dieser Weine ist nur in den Gemeindegebieten von Bastia Mondovì, Belvedere Langhe, Briaglia, Castellino Tanaro, Ciglie, Clavesana, Dogliani, Farigliano, Igliano, Marsaglia, Monchiero, Niella Tanaro, Piozzo, Rocca Cigliè sowie in Teilen der Gemeinden von Carrù, Mondovì, Murazzano, Roddino, S. Michele Mondovì, Somano und Vicoforte gestattet.

## Erzeugung
Im Jahr 2019 wurden 22.837 Hektoliter Qualitätswein erzeugt. Der Dolcetto di Dogliani wird zu 100 % aus der Rebsorte Dolcetto hergestellt. Vor dem Verkauf muss der Wein mindestens 1 Jahr beim Winzer reifen; davon mindestens 6 Monate im Eichenfass. Beim Käufer kann der Wein bei sachgerechter Lagerung in der Regel noch weitere Jahre reifen.

## Beschreibung
- Farbe: rubinrot
- Geruch: fruchtig und charakteristisch
- Geschmack: trocken, mit einem Hauch von Mandeln, harmonisch
- Alkoholgehalt: mindestens 12,0 Vol.-%, mit dem Zusatz „Superiore“: mind. 13 Vol.-%
- Säuregehalt: mind. 4,5 g/l
- Trockenextrakt: mind. 21,0 g/l, mit dem Zusatz „Superiore“: mind. 24 g/l[1]